# Szumsko
Szumsko est une localité polonaise de la gmina de Raków, située dans le powiat de Kielce en voïvodie de Sainte-Croix.

## Monuments
Le principal monument est l'église paroissiale Saint Stanislas, bâtie en 1637 à l'initiative du prêtre et noble Jerzy Rokicki. Elle remplace une église en bois. Elle est inscrite à l'inventaire des monuments historiques depuis le 26 janvier 1957.

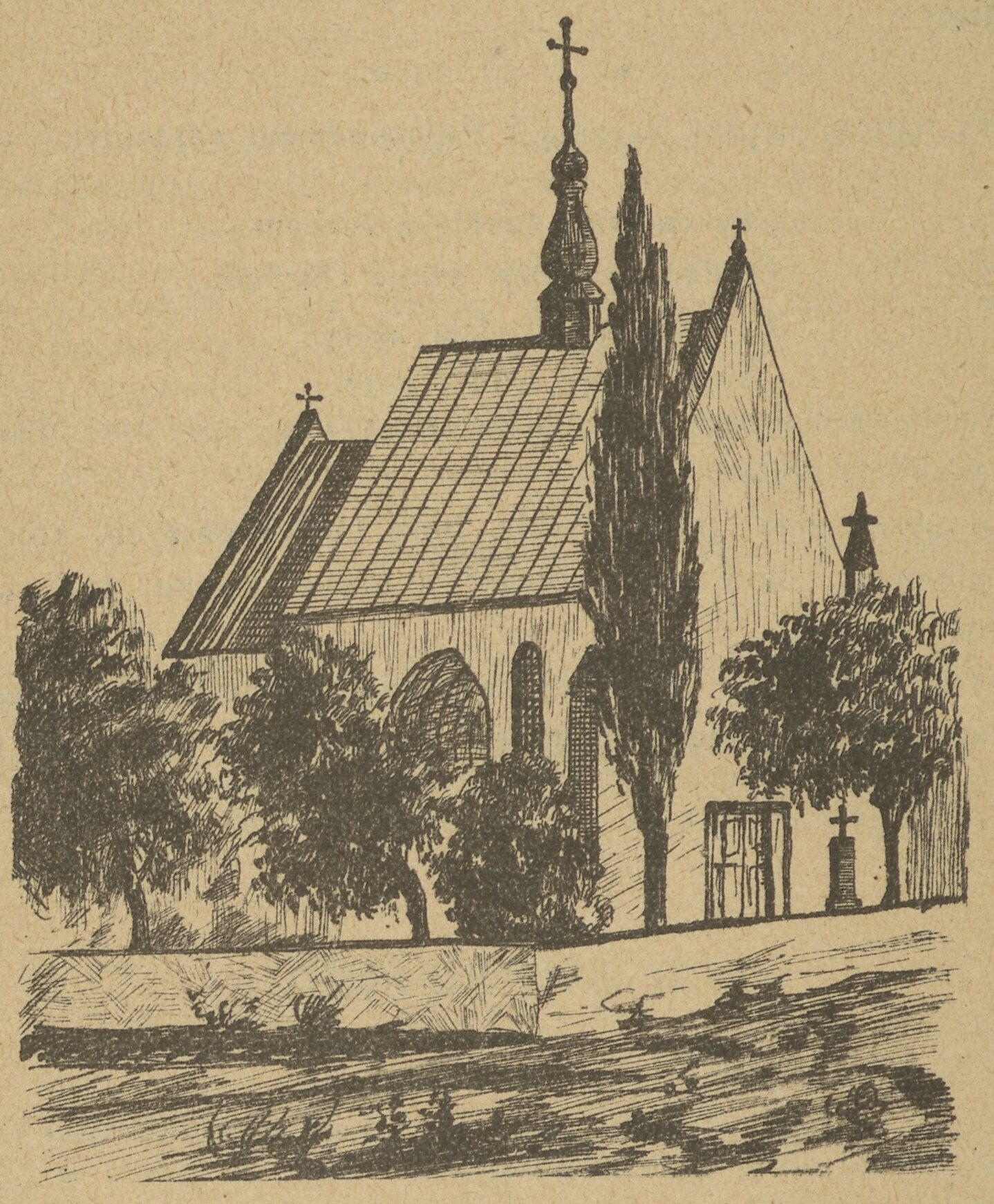
Gravure de l’église avant 1907

## Histoire
Durant la Seconde Guerre mondiale, les troupes soviétiques ont occupé Szumsko et installé un hôpital militaire dans les bâtiments du presbytère. Cette occupation a entraîné la destruction partielle des archives paroissiales. Une grande partie des registres anciens, notamment ceux des baptêmes, mariages et décès antérieurs à la fin du XIXᵉ siècle, a été détruite à cette occasion.